# William Preyer
William Thierry Preyer, född 4 juli 1841 i Rusholme vid Manchester, England, död 15 juli 1897 i Wiesbaden, Tyskland, var en brittisk-tysk fysiolog, som blev medicine doktor 1866 och var 1869-88 professor i fysiologi i Jena. Han betraktas som barnpsykologins grundare med verk som Die Seele des Kindes (1882).

## Biografi
Preyer studerade fysiologi och kemi vid universitetet i Heidelberg, där han disputerade 1862. År 1866 tog han sin medicinska examen vid Universitetet i Bonn och 1869 efterträdde han Johann Nepomuk Czermak som professor i fysiologi vid Universitetet i Jenaav . Här var han också föreståndare för fysiologiinstitutionen.

## Vetenskapligt arbete
Preyer var en av grundarna av vetenskaplig barnpsykologi och en pionjär när det gäller forskning om mänsklig utveckling baserad på empirisk observation och experiment. Han inspirerades av Charles Darwins evolutionsteori och Gustav Fechners arbete inom psykofysik.
Han skrev Die Seele des Kindes (Barnets själ) 1882. Detta var en normerande bok om utvecklingspsykologi, skriven som en noggrann fallstudie av hans egen dotters utveckling, med bland annat notering av observationer. Den översattes till engelska 1888. Han var också författare till en annan, likaledes normsättande bok om utvecklingsfysiologi med titeln Specielle Physiologie des Embryo (Embryots speciella fysiologi). Båda verken lade en grund i sina respektive discipliner för framtida studier av modern mänsklig utveckling.
På Universitetet i Jena introducerade Preyer experimentell-vetenskapliga träningsmetoder i sina föreläsningar och skapade även seminarier inom fysiologi. Idag utfärdas "William Thierry Preyer Award" av European Society on Developmental Psychology för framstående forskning om mänsklig utveckling.